# Dubrovnik Airline

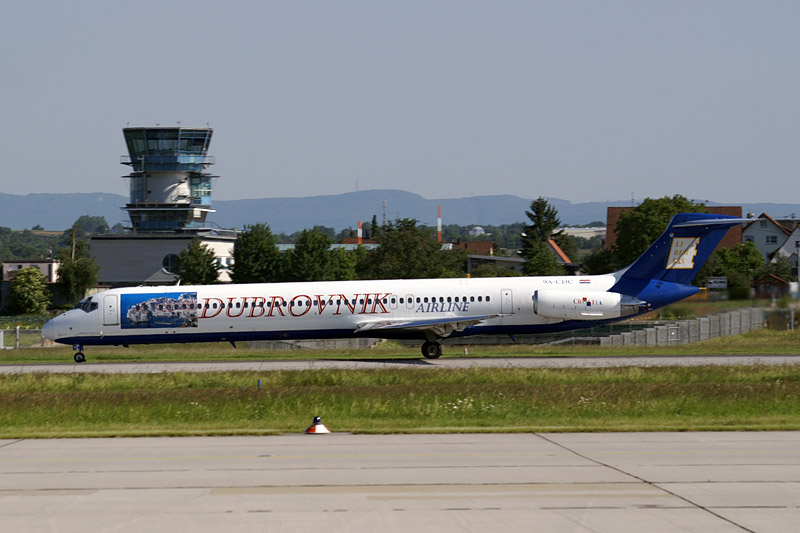
Máy bay MD-82 của Dubrovnik Airline

Dubrovnik Airline (mã ICAO = DBK) là hãng hàng không của Croatia, trụ sở ở Dubrovnik. Hãng có căn cứ ở Sân bay Dubrovnik. Hãng chuyên chở các khách du lịch thuê bao từ châu Âu tới Croatia

## Lịch sử
Dubrovnik Airline được Công ty hàng hải "Atlanska Plovidba" của Croatia thành lập ngày 15.12.2004 và bắt đầu hoạt động từ năm 2005. Năm 2006 hãng đã chở được 380.000 lượt khách. Trong 7 tháng đầu năm 2007 hãng đã chở được 360.000 lượt khách. Lưu trữ ngày 6 tháng 1 năm 2012 tại Wayback Machine. Hãng hiện có 117 nhân viên (tháng 3/2007)

## Đội máy bay
(Tháng 4/2008):
- 3 McDonnell Douglas MD-82
- 2 McDonnell Douglas MD-83

Tuổi trung bình các máy bay của Dubrovnik Airline tính tới ngày 3.6.2008 là 23,3 năm.()